# Dicrostonychini
Dicrostonychini — триба лемінгів з підродини Arvicolinae. Він містить лише один сучасний рід, а також один вимерлий рід. 
Дослідження 2021 року показало, що Dicrostonychini також включає роди, які раніше входили до триби Phenacomyini, і виявило, що ця об'єднана група Dicrostonychini є сестринською групою ондатр (триба Ondatrini).